# Torneio Classificatório para o Campeonato Europeu de Voleibol Masculino de 2013
O Torneio Classificatório para o Campeonato Europeu de Voleibol Masculino de 2013 foi disputado de 12 de maio de 2012 até 26 de maio de 2013. O torneio classificou nove equipes nacionais para a disputa do Campeonato Europeu de Voleibol Masculino de 2013, que foi realizado na Polônia e na Dinamarca entre os dias 20 e 29 de setembro.

## Formato de disputa

### Primeira fase
Foi realizado em 29 de outubro de 2011 em Luxemburgo o sorteio dos grupos do Torneio Classificatório para o Campeonato Europeu de Voleibol Masculino de 2011. Na ocasião, foram sorteadas as seleções que disputariam, antes da fase de grupos, uma fase eliminatória na qual os vencedores se qualificariam para a fase de grupos. Trata-se de partidas de ida e volta nos dias 12 ou 13 de maio de 2012 (ida) e 19 ou 20 de maio de 2012 (volta) na qual a equipe com melhor desempenho se classificaria. Os duelos sorteados foram:
1. Chipre vs.   Romênia
2. Andorra vs.   Israel
3. Albânia vs.   Grã-Bretanha
4. Suíça vs.   Croácia
5. Luxemburgo vs.   Suécia

Em caso de empate, a série será decidida no golden set.

### Segunda fase
Dezenove seleções foram distribuídas, através do mesmo sorteio em 29 de outubro de 2011, em cinco grupos com três times cada e um grupo com quatro times. Os grupos com três times ainda seriam complementados com as equipes classificadas da primeira fase; ou seja, todos os seis grupos ficariam com quatro times cada. As equipes jogarão contra as demais do seus respectivos grupos em turnos de ida e volta, sendo a ida realizada em um dos países pertencentes ao grupo entre os dias 6 e 9 de setembro de 2012 e a volta em outro país pertencente ao grupo entre os dias 13 e 16 de setembro de 2012. Os países-sedes foram definidos no mesmo sorteio que decidiu a composição dos grupos. Os campeões de cada grupo estarão classificados para o Campeonato Europeu de Voleibol Masculino de 2011.
| Grupo A                     | Grupo B               | Grupo C              | Grupo D               | Grupo E                  | Grupo F |
| --------------------------- | --------------------- | -------------------- | --------------------- | ------------------------ | ------- |
| Turquia                     | Estônia               | Chéquia              | Finlândia             | Eslovênia                | França  |
| Portugal                    | Bélgica               | Áustria              | Grécia                | Alemanha                 | Espanha |
| Bielorrússia                | Países Baixos         | Macedônia do Norte   | Montenegro            | Ucrânia                  | Letônia |
| Albânia · ou · Grã-Bretanha | Andorra · ou · Israel | Croácia · ou · Suíça | Chipre · ou · Romênia | Luxemburgo · ou · Suécia | Hungria |

### Terceira fase
Os vice-líderes de cada grupo da segunda fase disputaram uma terceira fase, que funcionará como uma repescagem. Ela ocorrerá nos mesmos moldes da primeira fase e os vencedores estarão classificados para o Campeonato Europeu de Voleibol Masculino de 2013. As partidas de ida serão entre 17 e 19 de maio de 2013 e as de volta, entre 24 e 27 de maio do mesmo ano.
- 2º do grupo A vs. 2º do grupo F
- 2º do grupo B vs. 2º do grupo D
- 2º do grupo C vs. 2º do grupo E

## Resultados

### Primeira fase
| Equipe 1   | Série | Equipe 2     | ida | volta |
| ---------- | ----- | ------------ | --- | ----- |
| Chipre     | 0-2   | Romênia      | 2-3 | 1-3   |
| Andorra    | 0-2   | Israel       | 1-3 | 0-3   |
| Albânia    | 0-2   | Grã-Bretanha | 0-3 | 0-3   |
| Suíça      | 0-2   | Croácia      | 0-3 | 2-3   |
| Luxemburgo | 0-2   | Suécia       | 0-3 | 0-3   |

Jogos de ida
| Data       | Equipe #1  | Placar | Equipe #2    | 1º Set | 2º Set | 3º Set | 4º Set | 5º Set | Total  | Cidade     | Público |
| ---------- | ---------- | ------ | ------------ | ------ | ------ | ------ | ------ | ------ | ------ | ---------- | ------- |
| 12.05.2012 | Albânia    | 0-3    | Grã-Bretanha | 25-27  | 23-25  | 20-25  |        |        | 68-77  | Tirana     | 1500    |
| 12.05.2012 | Suíça      | 0-3    | Croácia      | 21-25  | 22-25  | 20-25  |        |        | 63-75  | Widen      | 1330    |
| 13.05.2012 | Chipre     | 2-3    | Romênia      | 24-26  | 26-24  | 14-25  | 25-22  | 6-15   | 95-112 | Limassol   | 250     |
| 13.05.2012 | Andorra    | 1-3    | Israel       | 16-25  | 10-25  | 26-24  | 13-25  |        | 65-99  | Andorra    | 150     |
| 13.05.2012 | Luxemburgo | 0-3    | Suécia       | 23-25  | 20-25  | 17-25  |        |        | 60-75  | Luxemburgo | 250     |

Jogos de volta
| Data       | Equipe #1    | Placar | Equipe #2  | 1º Set | 2º Set | 3º Set | 4º Set | 5º Set | Total   | Cidade       | Público |
| ---------- | ------------ | ------ | ---------- | ------ | ------ | ------ | ------ | ------ | ------- | ------------ | ------- |
| 19.05.2012 | Romênia      | 3-1    | Chipre     | 20-25  | 25-20  | 25-22  | 25-23  |        | 95-90   | Piatra Neamţ | 950     |
| 19.05.2012 | Israel       | 3-0    | Andorra    | 25-10  | 25-17  | 25-21  |        |        | 75-48   | Raanana      | 500     |
| 19.05.2012 | Grã-Bretanha | 3-0    | Albânia    | 25-17  | 25-17  | 25-22  |        |        | 75-56   | Crawley      | 650     |
| 19.05.2012 | Croácia      | 3-2    | Suíça      | 21-25  | 22-25  | 25-22  | 25-22  | 15-8   | 108-102 | Daruvar      | 1200    |
| 20.05.2012 | Suécia       | 3-0    | Luxemburgo | 25-20  | 26-24  | 25-12  |        |        | 76-56   | Sollentuna   | 456     |

- Equipes qualificadas para a segunda fase:   Croácia,   Grã-Bretanha,   Israel,   Romênia e   Suécia.

### Segunda fase
- Todos os horários são locais

#### Grupo A
|     |              |     | Jogos | Jogos | Jogos | Sets | Sets | Sets  | Pontos | Pontos | Pontos |
| Pos | Equipe       | Pts | T     | V     | D     | V    | P    | R     | V      | P      | R      |
| --- | ------------ | --- | ----- | ----- | ----- | ---- | ---- | ----- | ------ | ------ | ------ |
| 1   | Bielorrússia | 12  | 6     | 4     | 2     | 571  | 532  | 1.073 | 15     | 10     | 1.500  |
| 2   | Turquia      | 11  | 6     | 3     | 3     | 571  | 431  | 1.325 | 14     | 11     | 1.273  |
| 3   | Portugal     | 9   | 6     | 4     | 2     | 537  | 549  | 0.978 | 13     | 12     | 1.083  |
| 4   | Grã-Bretanha | 4   | 6     | 1     | 5     | 506  | 573  | 0.883 | 8      | 17     | 0.471  |

Ida -  Vila do Conde
| Data  | Hora  |                  | Placar |                 | Set 1 | Set 2 | Set 3 | Set 4 | Set 5 | Total   | Relatório |
| ----- | ----- | ---------------- | ------ | --------------- | ----- | ----- | ----- | ----- | ----- | ------- | --------- |
| 7 set | 17:00 | ' Portugal '     | 3–2    | Grã-Bretanha    | 26–24 | 22–25 | 20–25 | 25–18 | 15–10 | 108–102 | 108–102   |
| 7 set | 19:30 | Turquia          | 1–3    | ' Bielorrússia' | 17–25 | 25–27 | 25–23 | 20–25 |       | 87–100  | 87–100    |
| 8 set | 15:00 | ' Grã-Bretanha ' | 3–2    | Turquia         | 17–25 | 25–20 | 25–20 | 13–25 | 26–24 | 106–114 | 106–114   |
| 8 set | 17:30 | ' Bielorrússia ' | 3–0    | Portugal        | 25–19 | 25–20 | 29–27 |       |       | 79–66   | 79–66     |
| 9 set | 16:30 | Grã-Bretanha     | 1–3    | ' Bielorrússia' | 15–25 | 25–23 | 23–25 | 19–25 |       | 82–98   | 82–98     |
| 9 set | 19:30 | ' Portugal '     | 3–2    | Turquia         | 25–23 | 20–25 | 27–25 | 22–25 | 15–13 | 109–111 | 109–111   |

Volta -  Ancara
| Data   | Hora  |              | Placar |                 | Set 1 | Set 2 | Set 3 | Set 4 | Set 5 | Total   | Relatório |
| ------ | ----- | ------------ | ------ | --------------- | ----- | ----- | ----- | ----- | ----- | ------- | --------- |
| 14 set | 16:00 | Bielorrússia | 2–3    | ' Portugal'     | 21–25 | 25–23 | 23–25 | 25–20 | 14–16 | 108–109 | 108–109   |
| 14 set | 18:30 | ' Turquia '  | 3–0    | Grã-Bretanha    | 25–16 | 25–17 | 25–20 |       |       | 75–53   | 75–53     |
| 15 set | 16:00 | ' Portugal ' | 3–0    | Grã-Bretanha    | 25–18 | 25–17 | 28–26 |       |       | 78–61   | 78–61     |
| 15 set | 18:30 | Bielorrússia | 1–3    | ' Turquia'      | 20–25 | 25–19 | 14–25 | 19–25 |       | 78–94   | 78–94     |
| 16 set | 16:00 | Grã-Bretanha | 2–3    | ' Bielorrússia' | 25–20 | 14–25 | 25–23 | 19–25 | 11–15 | 94–108  | 94–108    |
| 16 set | 18:30 | ' Turquia '  | 3–1    | Portugal        | 25–12 | 23–25 | 25–20 | 25–20 |       | 98–77   | 98–77     |

#### Grupo B
|     |               |     | Jogos | Jogos | Jogos | Sets | Sets | Sets  | Pontos | Pontos | Pontos |
| Pos | Equipe        | Pts | T     | V     | D     | V    | P    | R     | V      | P      | R      |
| --- | ------------- | --- | ----- | ----- | ----- | ---- | ---- | ----- | ------ | ------ | ------ |
| 1   | Países Baixos | 13  | 6     | 4     | 2     | 549  | 508  | 1.081 | 19     | 8      | 2.375  |
| 2   | Bélgica       | 12  | 6     | 5     | 1     | 571  | 533  | 1.071 | 16     | 9      | 1.778  |
| 3   | Estônia       | 9   | 6     | 2     | 4     | 549  | 571  | 0.961 | 10     | 14     | 0.714  |
| 4   | Israel        | 2   | 6     | 1     | 5     | 442  | 496  | 0.891 | 4      | 17     | 0.235  |

Ida -  Courtrai
| Data  | Hora  |                   | Placar |               | Set 1 | Set 2 | Set 3 | Set 4 | Set 5 | Total   | Relatório |
| ----- | ----- | ----------------- | ------ | ------------- | ----- | ----- | ----- | ----- | ----- | ------- | --------- |
| 7 set | 17:00 | ' Bélgica '       | 3–0    | Israel        | 25–20 | 25–22 | 25–21 |       |       | 75–63   | 75–63     |
| 7 set | 20:30 | ' Países Baixos ' | 3–2    | Estônia       | 25–23 | 25–17 | 23–25 | 21–25 | 15–13 | 109–103 | 109–103   |
| 8 set | 17:00 | ' Bélgica '       | 3–2    | Países Baixos | 17–25 | 20–25 | 25–16 | 25–18 | 20–18 | 107–102 | 107–102   |
| 8 set | 20:30 | ' Israel '        | 3–2    | Estônia       | 25–21 | 22–25 | 18–25 | 25–17 | 15–12 | 105–100 | 105–100   |
| 9 set | 15:00 | ' Países Baixos ' | 3–0    | Israel        | 25–23 | 25–21 | 25–18 |       |       | 75–62   | 75–62     |
| 9 set | 18:30 | Estônia           | 2–3    | ' Bélgica'    | 25–20 | 25–23 | 22–25 | 20–25 | 10–15 | 102–108 | 102–108   |

Volta -  Talim
| Data   | Hora  |                   | Placar |               | Set 1 | Set 2 | Set 3 | Set 4 | Set 5 | Total   | Relatório |
| ------ | ----- | ----------------- | ------ | ------------- | ----- | ----- | ----- | ----- | ----- | ------- | --------- |
| 14 set | 17:00 | ' Bélgica '       | 3–2    | Países Baixos | 23–25 | 23–25 | 25–21 | 25–22 | 21–19 | 117–112 | 117–112   |
| 14 set | 20:00 | Israel            | 1–3    | ' Estônia'    | 19–25 | 18–25 | 25–20 | 24–26 |       | 86–96   | 86–96     |
| 15 set | 17:00 | ' Países Baixos ' | 3–0    | Israel        | 27–25 | 25–19 | 25–20 |       |       | 77–64   | 77–64     |
| 15 set | 20:00 | ' Estônia '       | 3–1    | Bélgica       | 17–25 | 25–22 | 25–22 | 25–20 |       | 92–89   | 92–89     |
| 16 set | 17:00 | Israel            | 0–3    | ' Bélgica'    | 18–25 | 21–25 | 23–25 |       |       | 62–75   | 62–75     |
| 16 set | 20:00 | ' Países Baixos ' | 3–0    | Estônia       | 25–22 | 25–16 | 25–18 |       |       | 75–56   | 75–56     |

#### Grupo C
|     |                    |     | Jogos | Jogos | Jogos | Sets | Sets | Sets  | Pontos | Pontos | Pontos |
| Pos | Equipe             | Pts | T     | V     | D     | V    | P    | R     | V      | P      | R      |
| --- | ------------------ | --- | ----- | ----- | ----- | ---- | ---- | ----- | ------ | ------ | ------ |
| 1   | Chéquia            | 18  | 6     | 6     | 0     | 474  | 364  | 1.302 | 18     | 1      | 18,000 |
| 2   | Croácia            | 6   | 6     | 2     | 4     | 477  | 527  | 0.905 | 9      | 13     | 0.692  |
| 3   | Áustria            | 6   | 6     | 2     | 4     | 520  | 532  | 0.977 | 9      | 15     | 0.600  |
| 4   | Macedônia do Norte | 6   | 6     | 2     | 4     | 481  | 538  | 0.894 | 8      | 17     | 0.471  |

Ida -  Viena
| Data  | Hora  |                    | Placar |                    | Set 1 | Set 2 | Set 3 | Set 4 | Set 5 | Total   | Relatório |
| ----- | ----- | ------------------ | ------ | ------------------ | ----- | ----- | ----- | ----- | ----- | ------- | --------- |
| 6 set | 18:00 | Macedônia do Norte | 2–3    | ' Áustria'         | 25–23 | 23–25 | 25–21 | 22–25 | 13–15 | 108–109 | 108–109   |
| 6 set | 20:30 | ' Chéquia '        | 3–1    | Croácia            | 21–25 | 25–22 | 25–17 | 25–19 |       | 96–83   | 96–83     |
| 7 set | 18:00 | Áustria            | 1–3    | ' Croácia'         | 23–25 | 20–25 | 25–19 | 24–26 |       | 92–95   | 92–95     |
| 7 set | 20:30 | Macedônia do Norte | 0–3    | ' Chéquia'         | 16–25 | 19–25 | 22–25 |       |       | 57–75   | 57–75     |
| 8 set | 18:00 | Áustria            | 0–3    | ' Chéquia'         | 20–25 | 21–25 | 16–25 |       |       | 57–75   | 57–75     |
| 8 set | 20:30 | ' Croácia '        | 3–0    | Macedônia do Norte | 25–22 | 25–19 | 28–26 |       |       | 78–67   | 78–67     |

Volta -  Ostrava
| Data   | Hora  |                        | Placar |                       | Set 1 | Set 2 | Set 3 | Set 4 | Set 5 | Total  | Relatório |
| ------ | ----- | ---------------------- | ------ | --------------------- | ----- | ----- | ----- | ----- | ----- | ------ | --------- |
| 14 set | 15:00 | ' Macedônia do Norte ' | 3–1    | Croácia               | 20–25 | 25–18 | 25–18 | 25–19 |       | 95–80  | 95–80     |
| 14 set | 18:00 | ' Chéquia '            | 3–0    | Áustria               | 25–19 | 28–26 | 25–18 |       |       | 78–63  | 78–63     |
| 15 set | 15:00 | Croácia                | 1–3    | ' Áustria'            | 19–25 | 17–25 | 29–27 | 21–25 |       | 86–102 | 86–103    |
| 15 set | 18:00 | Macedônia do Norte     | 0–3    | ' Chéquia'            | 20–25 | 15–25 | 14–25 |       |       | 49–75  | 49–75     |
| 16 set | 15:00 | Áustria                | 2–3    | ' Macedônia do Norte' | 21–25 | 25–17 | 25–15 | 21–25 | 13–15 | 105–97 | 105–97    |
| 16 set | 18:00 | ' Chéquia '            | 3–0    | Croácia               | 25–15 | 25–21 | 25–19 |       |       | 75–55  | 75–55     |

#### Grupo D
|     |            |     | Jogos | Jogos | Jogos | Sets | Sets | Sets  | Pontos | Pontos | Pontos |
| Pos | Equipe     | Pts | T     | V     | D     | V    | P    | R     | V      | P      | R      |
| --- | ---------- | --- | ----- | ----- | ----- | ---- | ---- | ----- | ------ | ------ | ------ |
| 1   | Finlândia  | 14  | 6     | 5     | 1     | 478  | 390  | 1.226 | 15     | 5      | 3,000  |
| 2   | Grécia     | 10  | 6     | 4     | 2     | 494  | 458  | 1.079 | 12     | 10     | 1.200  |
| 3   | Montenegro | 9   | 6     | 2     | 4     | 547  | 523  | 1.046 | 12     | 12     | 1,000  |
| 4   | Romênia    | 3   | 6     | 1     | 5     | 394  | 510  | 0.773 | 5      | 17     | 0.294  |

Ida -  Trikala
| Data  | Hora  |               | Placar |               | Set 1 | Set 2 | Set 3 | Set 4 | Set 5 | Total  | Relatório |
| ----- | ----- | ------------- | ------ | ------------- | ----- | ----- | ----- | ----- | ----- | ------ | --------- |
| 6 set | 17:30 | Montenegro    | 0–3    | ' Finlândia'  | 22–25 | 25–27 | 20–25 |       |       | 67–77  | 67–77     |
| 6 set | 20:30 | Romênia       | 2–3    | ' Grécia'     | 14–25 | 18–25 | 25–21 | 25–21 | 12–15 | 94–107 | 94–107    |
| 7 set | 17:30 | ' Finlândia ' | 3–0    | Romênia       | 25–15 | 25–14 | 25–17 |       |       | 75–46  | 75–46     |
| 7 set | 20:30 | Grécia        | 0–3    | ' Montenegro' | 30–32 | 21–25 | 20–25 |       |       | 71–82  | 71–82     |
| 8 set | 17:30 | Romênia       | 0–3    | ' Montenegro' | 21–25 | 20–25 | 16–25 |       |       | 57–75  | 57–75     |
| 8 set | 20:30 | ' Grécia '    | 3–0    | Finlândia     | 25–19 | 25–21 | 25–23 |       |       | 75–63  | 75–63     |

Volta -  Vantaa
| Data   | Hora  |               | Placar |              | Set 1 | Set 2 | Set 3 | Set 4 | Set 5 | Total   | Relatório |
| ------ | ----- | ------------- | ------ | ------------ | ----- | ----- | ----- | ----- | ----- | ------- | --------- |
| 14 set | 15:00 | ' Grécia '    | 3–2    | Montenegro   | 25–20 | 25–18 | 32–34 | 22–25 | 15–11 | 119–108 | 119–108   |
| 14 set | 18:00 | ' Finlândia ' | 3–0    | Romênia      | 25–20 | 25–17 | 25–17 |       |       | 75–54   | 75–54     |
| 15 set | 15:00 | Montenegro    | 2–3    | ' Romênia'   | 25–15 | 25–27 | 25–15 | 20–25 | 8–15  | 103–97  | 103–97    |
| 15 set | 18:00 | Grécia        | 0–3    | ' Finlândia' | 16–25 | 17–25 | 14–25 |       |       | 47–75   | 47–75     |
| 16 set | 15:00 | Romênia       | 0–3    | ' Grécia'    | 18–25 | 12–25 | 16–25 |       |       | 46–75   | 46–75     |
| 16 set | 18:00 | ' Finlândia ' | 3–2    | Montenegro   | 25–18 | 21–25 | 25–21 | 27–29 | 15–8  | 113–101 | 113–101   |

#### Grupo E
|     |           |     | Jogos | Jogos | Jogos | Sets | Sets | Sets  | Pontos | Pontos | Pontos |
| Pos | Equipe    | Pts | T     | V     | D     | V    | P    | R     | V      | P      | R      |
| --- | --------- | --- | ----- | ----- | ----- | ---- | ---- | ----- | ------ | ------ | ------ |
| 1   | Alemanha  | 18  | 6     | 6     | 0     | 487  | 401  | 1.214 | 18     | 2      | 9,000  |
| 2   | Eslovênia | 9   | 6     | 3     | 3     | 446  | 432  | 1.032 | 10     | 10     | 1,000  |
| 3   | Ucrânia   | 8   | 6     | 3     | 3     | 526  | 514  | 1.023 | 11     | 12     | 0.917  |
| 4   | Suécia    | 1   | 6     | 0     | 6     | 389  | 387  | 1.005 | 3      | 18     | 0.167  |

Ida -  Carcóvia
| Data  | Hora  |               | Placar |              | Set 1 | Set 2 | Set 3 | Set 4 | Set 5 | Total   | Relatório |
| ----- | ----- | ------------- | ------ | ------------ | ----- | ----- | ----- | ----- | ----- | ------- | --------- |
| 7 set | 16:00 | ' Eslovênia ' | 3–1    | Suécia       | 25–23 | 23–25 | 25–10 | 25–21 |       | 98–79   | 98–79     |
| 7 set | 18:30 | ' Alemanha '  | 3–1    | Ucrânia      | 25–22 | 22–25 | 26–24 | 25–22 |       | 98–93   | 98–93     |
| 8 set | 16:00 | Eslovênia     | 0–3    | ' Alemanha'  | 23–25 | 18–25 | 21–25 |       |       | 62–75   | 62–75     |
| 8 set | 18:30 | Suécia        | 2–3    | ' Ucrânia'   | 25–22 | 20–25 | 29–27 | 18–25 | 8–15  | 100–114 | 100–114   |
| 9 set | 16:00 | ' Alemanha '  | 3–0    | Suécia       | 25–22 | 25–20 | 25–19 |       |       | 75–61   | 75–61     |
| 9 set | 18:30 | Ucrânia       | 0–3    | ' Eslovênia' | 21–25 | 21–25 | 23–25 |       |       | 65–75   | 65–75     |

Volta -  Maribor
| Data   | Hora  |               | Placar |             | Set 1 | Set 2 | Set 3 | Set 4 | Set 5 | Total | Relatório |
| ------ | ----- | ------------- | ------ | ----------- | ----- | ----- | ----- | ----- | ----- | ----- | --------- |
| 13 set | 17:00 | ' Alemanha '  | 3–1    | Ucrânia     | 25–20 | 24–26 | 25–23 | 25–18 |       | 99–87 | 99–87     |
| 13 set | 20:00 | ' Eslovênia ' | 3–0    | Suécia      | 25–22 | 25–13 | 25–11 |       |       | 75–46 | 75–46     |
| 14 set | 17:00 | ' Ucrânia '   | 3–0    | Suécia      | 25–18 | 25–18 | 25–20 |       |       | 75–56 | 75–56     |
| 14 set | 20:00 | ' Alemanha '  | 3–0    | Eslovênia   | 25–12 | 25–22 | 25–16 |       |       | 75–50 | 75–50     |
| 15 set | 17:00 | Suécia        | 0–3    | ' Alemanha' | 17–25 | 18–25 | 13–25 |       |       | 48–75 | 48–75     |
| 15 set | 20:00 | Eslovênia     | 1–3    | ' Ucrânia'  | 25–16 | 14–25 | 23–25 | 24–26 |       | 86–92 | 86–92     |

#### Grupo F
|     |         |     | Jogos | Jogos | Jogos | Sets | Sets | Sets  | Pontos | Pontos | Pontos |
| Pos | Equipe  | Pts | T     | V     | D     | V    | P    | R     | V      | P      | R      |
| --- | ------- | --- | ----- | ----- | ----- | ---- | ---- | ----- | ------ | ------ | ------ |
| 1   | França  | 18  | 6     | 6     | 0     | 506  | 432  | 1.171 | 18     | 3      | 6,000  |
| 2   | Letônia | 11  | 6     | 4     | 2     | 571  | 528  | 1.081 | 14     | 11     | 1.273  |
| 3   | Espanha | 7   | 6     | 2     | 4     | 535  | 538  | 0.994 | 10     | 11     | 0.909  |
| 4   | Hungria | 0   | 6     | 0     | 6     | 428  | 542  | 0.790 | 4      | 15     | 0.267  |

Ida -  Szeged
| Data  | Hora  |             | Placar |           | Set 1 | Set 2 | Set 3 | Set 4 | Set 5 | Total  | Relatório |
| ----- | ----- | ----------- | ------ | --------- | ----- | ----- | ----- | ----- | ----- | ------ | --------- |
| 6 set | 16:00 | ' França '  | 3–1    | Espanha   | 25–18 | 25–14 | 17–25 | 28–26 |       | 95–83  | 95–83     |
| 6 set | 19:00 | ' Letônia ' | 3–1    | Hungria   | 25–19 | 18–25 | 25–19 | 25–19 |       | 93–82  | 93–82     |
| 7 set | 15:30 | ' França '  | 3–1    | Letônia   | 25–18 | 19–25 | 25–18 | 25–22 |       | 94–83  | 94–83     |
| 7 set | 18:00 | ' Espanha ' | 3–1    | Hungria   | 25–17 | 23–25 | 25–16 | 25–18 |       | 98–76  | 98–76     |
| 8 set | 16:00 | ' Letônia ' | 3–2    | Espanha   | 25–18 | 20–25 | 22–25 | 25–18 | 15–8  | 107–94 | 107–94    |
| 8 set | 19:00 | Hungria     | 0–3    | ' França' | 20–25 | 15–25 | 16–25 |       |       | 51–75  | 51–75     |

Volta -  Jelgava
| Data   | Hora  |             | Placar |            | Set 1 | Set 2 | Set 3 | Set 4 | Set 5 | Total  | Relatório |
| ------ | ----- | ----------- | ------ | ---------- | ----- | ----- | ----- | ----- | ----- | ------ | --------- |
| 14 set | 17:00 | Espanha     | 0–3    | ' França'  | 22–25 | 21–25 | 19–25 |       |       | 62–75  | 62–75     |
| 14 set | 19:30 | ' Letônia ' | 3–1    | Hungria    | 24–26 | 25–14 | 25–14 | 25–16 |       | 99–70  | 99–70     |
| 15 set | 15:30 | ' França '  | 3–0    | Hungria    | 26–24 | 25–19 | 25–20 |       |       | 76–63  | 76–63     |
| 15 set | 18:00 | Espanha     | 1–3    | ' Letônia' | 25–21 | 23–25 | 26–28 | 23–25 |       | 97–99  | 97–99     |
| 16 set | 15:30 | Hungria     | 1–3    | ' Espanha' | 13–25 | 26–24 | 25–27 | 22–25 |       | 86–101 | 86–101    |
| 16 set | 18:00 | ' França '  | 3–1    | Letônia    | 15–25 | 25–21 | 26–4  | 25–20 |       | 91–70  | 91–90     |

#### Equipes classificadas
| Equipes classificadas para o Campeonato Europeu de 2013 | Equipes que disputarão a terceira fase |
| ------------------------------------------------------- | -------------------------------------- |
| Bielorrússia                                            | Turquia                                |
| Países Baixos                                           | Bélgica                                |
| Chéquia                                                 | Croácia                                |
| Finlândia                                               | Grécia                                 |
| Alemanha                                                | Eslovênia                              |
| França                                                  | Letônia                                |

### Terceira fase
Ida
| Data           | Equipe #1 | Placar | Equipe #2 | 1º Set | 2º Set | 3º Set | 4º Set | 5º Set | Total | Cidade | Público |
| -------------- | --------- | ------ | --------- | ------ | ------ | ------ | ------ | ------ | ----- | ------ | ------- |
| 31 mai - 2 jun | Croácia   | –      | Eslovênia | –      | –      | –      | –      | -      | –     |        |         |
| 31 mai - 2 jun | Grécia    | –      | Bélgica   | –      | –      | –      | –      | -      | –     |        |         |
| 31 mai - 2 jun | Turquia   | –      | Letônia   | –      | –      | –      | –      | -      | –     |        |         |

Volta
| Data      | Equipe #1 | Placar | Equipe #2 | 1º Set | 2º Set | 3º Set | 4º Set | 5º Set | Total | Cidade | Público |
| --------- | --------- | ------ | --------- | ------ | ------ | ------ | ------ | ------ | ----- | ------ | ------- |
| 7 - 9 jun | Eslovênia | –      | Croácia   | –      | –      | –      | –      | -      | –     |        |         |
| 7 - 9 jun | Bélgica   | –      | Grécia    | –      | –      | –      | –      | -      | –     |        |         |
| 7 - 9 jun | Letônia   | –      | Turquia   | –      | –      | –      | –      | -      | –     |        |         |